# ルイス・アーミステッド
ルイス・アディソン・アーミステッド（英: Lewis Addison Armistead、1817年2月18日-1863年7月5日）は、アメリカ陸軍の職業軍人であり、南北戦争では南軍の将軍だった。ゲティスバーグの戦いの中のピケットの突撃で致命傷を負った。

## 生涯

### 初期の経歴
アーミステッドはノースカロライナ州ニューバーンで、ウォーカー・キース・アーミステッドとエリザベス・スタンリー・アーミステッド夫妻の息子として生まれた。生家は曽祖父ジョン・ライト・スタンリーのものだった。祖父ジョン・スタンリーはアメリカ合衆国下院議員であり、叔父のエドワード・スタンリーは南北戦争のときにノースカロライナ州東部の軍政府長官を務めた。父のウォーカー・アーミステッドとその5人の兄弟は米英戦争に従軍し、中でもジョージ・アーミステッド少佐はイギリス軍が攻撃したボルティモアの戦い時のマクヘンリー砦指揮官であり、そのときのことがアメリカ合衆国の国歌「星の煌く旗」の歌詞を生むことになった。ルイス・アーミステッドは友人から「ロー」と呼ばれた。これは「ロザリオ」を意味していたが、アーミステッドは恥ずかしがり屋のやもめであり、女たらしではなかったので、皮肉を込めた冗談からつけられていた。
アーミステッドは陸軍士官学校に入学したが、仲間の士官候補生ジュバル・アーリーの頭で皿を割るという事件の後で退学させられた。しかし、アーミステッドは学業、特にフランス語（当時の士官学校の士官候補生にとって難しい教科だった）で問題があり、歴史家の中には士官学校を去った真の理由にこの学業で付いて行けなかったことを挙げる者もいる。
影響力のあった父が、アーミステッドの同級生が卒業するのとほぼ同じ頃の1839年7月10日に第6アメリカ歩兵連隊の少尉の位を息子に取り付けた。1844年3月30日に中尉に昇進した。米墨戦争に従軍し、コントレラスの戦いとチュルブスコの戦いで大尉に名誉昇進し、チャプルテペクの戦いで負傷し、モリノ・デル・レイの戦いとチャプルテペクの功績で少佐に名誉昇進した。1855年3月3日に大尉に昇進した。
アーミステッドはウィンフィールド・スコット・ハンコックとは親友であり、南北戦争以前はカリフォルニア州ロサンジェルスでスコットの補給係将校を務めた。ある史料に拠れば、アーミステッドが南軍に加わるために軍隊を離れる前のお別れ会でハンコックに、もし戦闘でハンコックに対して手をかけるようなことがあれば、「神が私に死を給う」と告げたとのことである。
アーミステッドは2回結婚した。最初の結婚相手はロバート・E・リー将軍の遠い親戚でセシリア・リー・ラブであり、1844年のことだった。二人には2人の子供、ウォーカー・キース・アーミステッドとフローラ・リー・アーミステッドが生まれた。セシリアが1850年に死に、アーミステッドは1852年に未亡人のコーネリア・タリアフェーロ・ジャミソンと再婚した。夫妻には1人の子供、ルイス・B・アーミステッドが生まれた。コーネリアは1855年に死んだ。

### 南北戦争

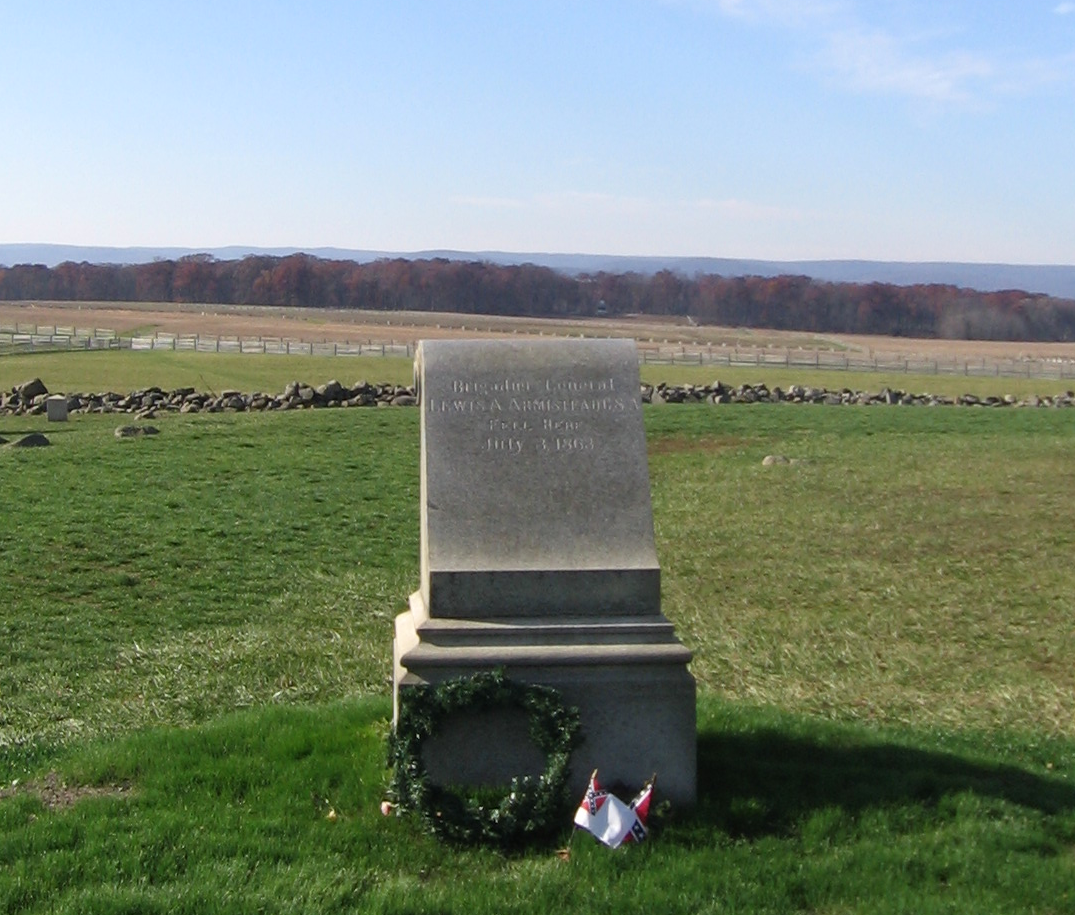
ゲティスバーグ戦場跡のこの記念碑はアーミステッドが致命傷を負ったおおよその地点を示している。記念碑背後の壁が北軍の前線である。

戦争が始まると、アーミステッドは東部に移動し、少佐として任官したが、直ぐに第57バージニア歩兵連隊の大佐に昇進した。最初はバージニア西部での任務に就いたが、間もなく東部に戻り、ロバート・E・リー将軍の北バージニア軍に付いた。リーの下でセブンパインズの戦い、七日間の戦い（この間のマルバーンヒルの戦いで流血の多く意味の無い突撃の先鋒に選ばれた）、および第二次ブルランの戦いで1個旅団を指揮した。アンティータムの戦いの時は、リーの憲兵司令官を務めたが、高率な脱走のためにこの方面作戦にあった軍隊を損ない、不満の募る役目だった。その後ジョージ・ピケット少将の師団に付き、フレデリックスバーグの戦いに参戦した。1863年春のチャンセラーズヴィルの戦いの時は、ジェイムズ・ロングストリートの第1軍団に付いて、ノーフォーク近くにいたため参戦できなかった。
ゲティスバーグの戦いで、アーミステッドの旅団は1863年7月2日の夜に戦場に到着した。アーミステッドは翌日のピケットの突撃で北軍の中央部に向けて出撃した。北軍の指揮官は皮肉なことに親友・ウィンフィールド・スコット・ハンコックであった。アーミステッドは旅団の先頭に立ち、サーベルの先に差した帽子を揮って突撃の目標点であった「アングル｣の石壁まで達した。旅団は突撃に参加した他のどの旅団よりも遠くまで進撃しており、南軍の最高到達点と呼ばれることがあるが、到達したのは120名ほどで、直ぐに北軍の反撃に圧倒された。アーミステッドは石壁を越えているときに3発の銃弾を受けた。その傷は致命傷とは思われず、腕と膝の下の筋肉部に当たっており、治療をした軍医によれば、どの傷も骨、動脈あるいは神経に損傷を与えていなかった。
倒れたときにフリーメイソンの助けを求める合図を送った。
北軍の士官でのちには高官に昇り、影響力ある連邦議会議員となったヘンリー・H・ビンガム大尉がやはりフリーメイソンであり、アーミステッドの所にきて介抱を申し出た。ビンガムはアーミステッドに「ハンコックが北軍防御戦でこの場所を指揮していたが、ハンコックも丁度負傷したところだ」と伝えた。この光景はマイケル・シャーラの小説『The Killer Angels』に描かれており、アーミステッドが主人公である。アーミステッドはその後、スパングラー農園にあった北軍の野戦病院に収容され、2日後に死んだ。アーミステッドの伝記作者ウェイン・モッツはアーミステッドが肺塞栓症で死んだ可能性が強いと考えているが、他の者は敗血症によるショックと熱性疲労あるいは熱中症の合併症と主張してきた。
アーミステッドは、ボルティモアのオールド・セントポール墓地で、叔父でマクヘンリー砦の守備隊指揮官だったジョージ・アーミステッド中佐の隣に埋葬されている。

## アーミステッドを演じた人物
シャーラの小説『The Killer Angels』を原作とした映画「ゲティスバーグ」では、俳優リチャード・ジョーダンがアーミステッドを演じたが、ジョーダンはアーミステッド同様その後間も無く死んだ。映画の中の最高到達点近くでアーミステッドとビンガムが会うシーンは、ビンガムの代わりにジョシュア・ローレンス・チェンバレン大佐の弟、トマス・チェンバレン中尉（配役はC・トマス・ハウェル）に置き換えられていた。
映画『Gods and General（日本では衛星放送のみで公開）』では俳優ジョン・プロスキーがアーミステッドを演じ、フレデリックスバーグにピケットと同行している。
ニュート・ギングリッチとウィリアム・フォースチェン共著のもう一つの歴史小説『ゲティスバーグ』で、アーミステッドが登場している。